# Margareta I a Danemarcei
Margareta I (daneză Margrete Valdemarsdatter, norvegiană Margrete Valdemarsdotter, suedeză Margareta Valdemarsdotter), (n. 1353, Søborg Castle⁠(d), Regiunea Hovedstaden, Danemarca – d. 28 octombrie 1412, Flensburg, Schleswig, Germania) a fost regină a Danemarcei, Norvegiei și Suediei și fondator al Uniunii de la Kalmar care a unit țările scandinave timp de peste un secol (1397-1523).

## Titlu
În Danemarca este cunoscută ca  "Margareta I", pentru a o distinge de actuala regină, Margareta a II-a. Danemarca nu avea o tradiție care permitea femeilor să domnească așa că, atunci când fiul ei a murit, ea a fost numită Margareta, fiică a regelui Valdemar al Danemarcei, prin grația lui Dumnezeu și moștenitoare de drept a Danemarcei. A deținut titlul de Regină a Danemarcei numai o scurtă perioadă în 1375.
În Norvegia era cunoscută drept regină (regină consort, apoi regina-mamă) și regentă. În Suedia era regina-mamă și domnitor plenipotențiar. Când s-a căsătorit cu Haakon în 1363, el a fost co-rege al Suediei.

## Biografie
Margareta s-a născut la Castelul Vordingborg, ca fiică a regelui Valdemar al IV-lea al Danemarcei și a soției acestuia, Helvig de Sønderjylland. La vârsta de zece ani, ea s-a căsătorit cu regele Haakon al VI-lea al Norvegiei, care era fiul mai mic și singurul care a atins vârsta adultă al regelui Magnus al VII-lea al Norvegiei / Magnus al II-lea al Suediei.
Prima ei acțiune după decesul tatălui ei în 1375, a fost să determine alegerea fiului ei minor Olaf ca rege al Danemarcei în ciuda pretențiilor soțului surorii ei mai mari, Ducele Henric de Mecklenburg și a fiului lor. Ea a insistat ca el să fie proclamat moștenitorul de drept al Suediei, printre alte titluri. Olaf era prea mic ca să domnească însă Margareta s-a dovedit un conducător competent și perspicace în anii care au urmat.
În 1380, după decesul tatălui său, Olaf i-a succedat tatălui său ca rege al Norvegiei. Tânărul Olaf a murit totuși brusc la vârsta de 17 ani. Anul următor, Margareta, care a condus ambele regate în numele său, a fost aleasă regentă a Norvegiei și Danemarcei.
Atâta timp cât unirea nu era sigură, Margareta a tolerat prezența Riksråd, influența lor era minoră și autoritatea roială supremă rămânea neschimbată. Birourile de Conetabili și de Conți Maresali au rămas vacante. Danehof a căzut în ruină iar marea regină, un despot ideal, a guvernat, prin oficialii de judecată, ca superior funcționar. Legea și ordinea au fost bine întreținute și licența nobilimii a fost reprimată cu asprime. Regatele din Suedia și Norvegia au fost tratate ca părți integrate ale statului danez, și aspirațiile naționale erau dezaprobate sau verificate, deși Norvegia care era mai loială, a fost tratată cu indulgență mai mult decât Suedia.
Margareta a recuperat pentru Coroană toate bunurile care fuseseră înstrăinate în vremurile tulburi, înainte de domnia lui Valdemar al IV-lea al Danemarcei. Această recuperare de terenuri a fost efectuată cu cea mai mare rigoare și sute de moșii au căzut în mâinile coroanei. Ea a reformat moneda daneză, înlocuindu-le cu monedele bune de argint în locul jetoanelor lipsite de valoare din cupru, fiind un mare avantaj atât pentru ea cât și pentru stat. Deținea sume mari de bani la dispoziția ei și o mare parte îi fuseseră dați în scopuri caritabile.
În contrast cu politica extremă a tatălui său, Margareta a fost circumspectă și neutră. Cu toate acestea, nu a cruțat pe nimeni în recuperarea teritoriului danez pierdut. Ea a cumpărat insula Gotland de la posesorii săi, Albert de Mecklenburg și de la Ordinul Livonian, iar cea mai mare parte din Schleswig a fost redobândit în același mod.
În 1402, Margareta a intrat în negocieri cu regele Henric al IV-lea al Angliei cu privire la posibilitatea unei duble alianțe - nunta între Anglia și Uniunea Nordică. Propunerea a fost ca regele Eric să se căsătorească cu fiica lui Henric, Philippa, iar fiul lui Henric, Prințul de Wales să se căsătorească cu sora lui Eric, Caterina. Partea engleză dorea aceste căsătorii pentru a sigila o alianță ofensivă care ar fi putut conduce regatele nordice să se implice în Războiul de o sută de ani împotriva Franței. Margareta a urmat o politică consecventă de a nu se implica în alianțe cu caracter obligatoriu și în războaiele străine și, prin urmare, a respins propunerile englezilor. Cu toate acestea, deși nu a existat nici o căsătorie dublă, Eric s-a căsătorit cu Philippa în vârstă de 13 ani, la Lund pe 26 octombrie 1406, sigilând alianța definitiv. Pentru sora lui Eric, Caterina, a fost aranjată o nuntă cu Ioan, Conte Palatin de Neumarkt. Margaret dobândit astfel un aliat german de Sud, care putea fi util pentru orașele și prinții din nordul Germaniei.

## Decesul
Margareta a murit subit la bordul navei ei în Flensburg Harbor la 28 octombrie 1412. Sarcofagul ei, realizat de sculptorul Lübeck Johannes Junge în 1423, se află în spatele altarului mare în Catedrala Roskilde, aproape de Copenhaga.